# Брим, Джон
Джон Брим (англ. John Brim); 10 апреля 1922, Хопкинсвилл, Кентукки, США  — 1 октября 2003, Гэри, Индиана, США) — американский блюзовый гитарист, вокалист и автор песен. Номинант Blues Music Awards в номинациях «Альбом традиционного блюза» (1995), «Перевыпущенный альбом» (1984). . Автор песни «Ice Cream Man», каверы которой впоследствии записали многие музыканты, включая группу Van Halen, Дэвида Ли Рота и Мартина Секстона.

## Биография
Джон Брим родился в 1922 году в Кентукки. Начал учиться играть на гитаре в юности слушая записи Биг Билла Брунзи и Тампы Реда. В 1941 году переехал в Индианаполис, в 1945 году — в Чикаго, где женился. Жена Джона Брима Грейс была тоже талантливый музыкант, игравшая на барабанах и губной гармонике. Первый сингл Джон Брим записал в 1950-м году в Детройте, где Грейс исполнила вокальные партии, и в 1952 году в Сент-Луисе . До 1953 года последовали лишь сессионные записи супругов. В 1953 году пара перебралась в Гэри, Индиана. 
В том же году Джон Брим привлёк внимание Chess Records, которая записала несколько песен Джона Брима: «Rattlesnake» при поддержке самой популярной в Чикаго группы поддержки Little Walter And The Aces и «Tough Times» с участием Джимми Рида. Синглы не стали очень популярными, а «Rattlesnake» и вовсе была снят с продажи из-за опасений в плагиате на песню «Hound Dog» Биг Мамы Торнтон. Затем последовали ещё несколько синглов: «Ice Cream Man» была записана 4 мая 1953 года, но не выпускалась до 1968 года. По словам Джона Брима это было наказание лейбла за то, что он не позволил Чессу отправить свою жену Грейс в тур с другим музыкантом . Последний сингл Брима «I Would Hate to See You Go» на Chess был записан со звёздным составом: Литтл Уолтер на гармонике, Робертом Локвудом на гитаре, Вилли Диксоном на басу и Фредом Беловым на барабанах, и всё равно не имел того успеха, на который рассчитывала Chess Records .       
В 1960-1980 Джон Брим почти не занимался музыкой, работал управляющим химчистки и магазином грампластинок. Тем не менее сообщалось, что время от времени Джон Брим выступал в клубах. В 1984 году перевыпуск его совместного с Элмором Джеймсом альбома Whose Muddy Shoes, записанного в 1950-е и впервые выпущенного лишь в 1968 году, был номинирован на Blues Music Awards в категории «Перевыпущенный альбом». 
Между тем, финансовое положение Джона Брима улучшилось: на роялти, полученные от группы Van Halen за исполнение теми «Ice Cream Man», он смог открыть ночной клуб в Чикаго. 
В 1989 году Джон Брим вернулся в музыку, и вновь с отличными музыкантами, в число которых в частности входили Джон Праймер и Билли Бранч. В 1994 году Джон Брим выпустил свой альбом The Ice Cream Man, который получил номинацию в категории «Альбом традиционного блюза». С 1991 года Джон Брим много выступал, и всегда был участником Чикагского блюзового фестиваля, где в 1991 году его по странному совпадению поддерживала группа Ice Cream Men, бывшая группа Отиса Смоутерса, который назвал её так, поскольку сам долго работал продавцом мороженого. В 1997 году Джон Брим выступал на блюзовом фестивале в Сан-Франциско, в 2000 году выпустил ещё один свой альбом Jake's Blues, в 2001 году гастролировал в Бельгии. Последнее большое выступление музыканта состоялось на Чикагском блюзовом фестивале в 2002 году. 
1 октября 2003 года Джон Брим умер от опухоли сердца, оставив после себя трёх сыновей и шесть дочерей 

## Дискография
- Whose Muddy Shoes (Chess Records, 1968, с Элмором Джеймсом)
- The Ice Cream Man (Tone Cool, 1994)
- Jake's Blues (Anna Bee, 2000)
- John Brim And Pinetop Perkins — Chicago Blues Session Volume 12 (Wolf Records)
- Authorized Blues (Anna Bee)